# Paul Ledoux (Astronom)

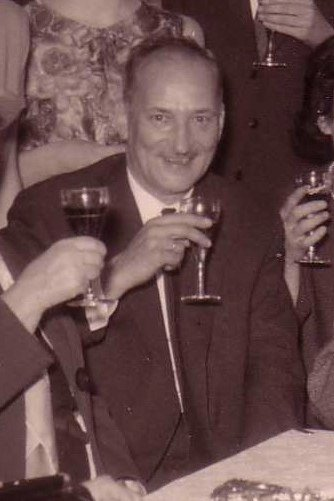
Professor Ledoux

Paul Ledoux (* 8. August 1914 in Forrières; † 6. Oktober 1988 in Lüttich) war ein belgischer Astronom und Astrophysiker.
Ledoux studierte von 1933 bis 1937 Physik an der Universität Lüttich. 1939 ging er nach Oslo, wo er von Svein Rosseland in Fragen der Struktur und Stabilität von Sternen eingeführt wurde. Nach der Okkupation Norwegens durch die deutsche Armee 1940 ging er zunächst nach Stockholm und reiste dann durch Sibirien in die USA. Dort wurde er Mitarbeiter des Yerkes-Observatoriums. Dort lernte er den Astrophysiker Subrahmanyan Chandrasekhar kennen, mit dem ihn eine lebenslange Freundschaft verband.
1941 schloss er sich den belgischen Streitkräften in Großbritannien an und arbeitete dann dort und in Nordafrika als Meteorologe für die Royal Air Force. Nach seiner Entlassung aus der Armee legte er in Lüttich seine Dissertationsarbeit vor und kehrte danach für ein Jahr an das Yerkes-Observatorium zurück. Ab 1947 arbeitete er für den meteorologischen Dienst der nationalen Luftfahrtverwaltung Belgiens, ab 1949 unterrichtete er an der Universität Lüttich, wo er ab 1959 Professor für Astronomie, Astrophysik, analytische Mechanik, Geodäsie, Hydrodynamik und Meteorologie war.
Er befasste sich insbesondere mit veränderlichen Sternen und ihrer Stabilität.
Von 1972 bis 1975 war Ledoux Präsident des Obersing Programmes Committee der Europäischen Südsternwarte (ESO), von 1981 bis 1985 Mitglied des ESO Council. Er wurde u. a. mit dem Prix Francqui (1964), dem Prix décennal des Mathématiques appliquées (1968), der Eddington Medal der Royal Astronomical Society (1972) und der Médaille J. Jansen der Académie des sciences ausgezeichnet. Im Dezember 1958 wurde er korrespondierendes und im Dezember 1966 volles Mitglied der Königlichen Akademie der Wissenschaften und Schönen Künste von Belgien. Am 29. August 2015 wurde ein Asteroid nach ihm benannt: (13525) Paulledoux.